# Jump blues
Jump blues é um blues tocando em andamento acelerado, normalmente desempenhado por pequenos grupos e apresentando metais.
Jump blues foi muito popular na década de 1940 e foi chamado de rock and roll na década de 1950.
Jump é uma evolução das Big Bands, como as de Lionel Hampton e Lucky Millinder. Estes primeiros anos 1940  essas  bandas projetaram músicos como Louis Jordan, Jack McVea, Earl Bostic e Arnett Cobb.
Blues e Jazz faziam parte do mesmo mundo musical, com muitos músicos tocando ambos os gêneros.
Jump blues ou simplesmente "Jump", era uma extensão do boogie craze. Bandas de Jump como o Tympany Five, que veio a ser, ao mesmo tempo uma banda de boogie-woogie revival, conseguido com tal feito máximo com um estilo de boogie  com progressão harmônica eigth-bar-blues.
Lionel Hampton gravou com uma estupenda Big Band de blues  em 1942, a canção "Flying Home". Apresentando um estrondo sonoro, com uma impactante performance de um Sax Tenor , a música foi um hit na categoria "race records (termo para música negra na época). Tanto Hampton quanto Jordan juntaram  o popular  ritmo do boogie-woogie com  os saxofones típicos do Swing, como exemplificaram Coleman Hawkins e Ben Webster, com letras engraçadas e jocosas tiradas do falar coloquial.
Como este desenvolvimento urbano, o jazz tornou-se mais popular, tanto músicos de blues, como músicos de jazz, queriam  "tocar para o povo" isso favoreceu uma pesada e insistente batida. Esse tipo de música conquistou ouvintes negros que não se indetificava com a "casa sendo mais importante que a vida"
Jump Blues é executado com três metais e uma  que cria uma Big Band com uma seção rítmica formada por 16 membro. O saxofone tenor é o instrumento mais importante do estilo. Grupos de Jump Blues se empenhavamm em  tocar  por um preço muito menor do que o preço das Big Bands, e se tornou muito popular com os proprietários de baile. O saxofonista Arte Chaney disse que "Fomos insultados", quando o público não quis dançar.
Jump Blues era bastante popular nos anos 40 e início dos anos 50 através de artistas como Louis Jordan, Big Joe Turner e Wynonie Harris.
Elementos de jump blues foram usados no rock and roll nos anos 1950. Ele foi revivido na década de 1980 por artistas como Joe Jackson e Brian Setzer e atualmente por bandas como "The Blue MoPac e Suburbans" e "Mitch Woods His Rocket 88s." bandas contemporânea de swing como Lavay Smith, Steve & The Lucky The Rhumba Bums Featuring Miss Carmen Getit  e Stompy Jones também incluem muitos clássicos de jump blues e, seu repertório, essas bandas também escrevem  canções originais neste estilo.